# Camino del infierno (película de 1951)
Camino del infierno es una película de drama y suspenso mexicana de 1951, dirigida por Miguel Morayta Martínez y protagonizada por Pedro Armendáriz, Leticia Palma, Wolf Ruvinskis y Ramón Gay.

## Trama
El filme se desarrolla dentro de la historia de dos enamorados León y Leticia que es la amante de Tony el jefe de León y poderoso gánster. Ella le promete a León que para que sea suya  debe traicionar a Tony y para poder realizar el asalto al gánster decide contactar a su amigo Pedro quien era un expresidiario. Durante el enfrentamiento Tony hiere a Pedro y mata a  tiros a León, después de esto Leticia salva a Pedro y lo lleva a un escondite y termina con la mano amputada, para el final de esta parte terminan enámorandose y se casan. 
En su vida juntos Pedro se vuelve un trabajador honesto pero Leticia descubre que tiene lepra y por evitar la vergüenza finge abandonar a Pedro, por este hecho este se vuelve un terrible asaltante y asesino de prostitutas aunque ya en el desenlace del filme se entera de la verdadera razón por la que Leticia lo abandonó y termina persiguiendola hasta un monumento. Finalmente la policía mata a Leticia y Pedro es baleado y cae desde el monumento muriendo también.

## Reparto
- Pedro Armendáriz como Pedro Uribe.
- Leticia Palma como Leticia.
- Wolf Ruvinskis como Tony.
- Ramón Gay como León.
- Arturo Soto Rangel como doctor Fausto
- Lupe Inclán como soña Chole.
- Manolo Calvo como besado por Leticia.
- Dora María como la cantante Consuelo
- Armando Velasco como don Fermín.
- Pascual García Peña como Bruno Landeros, secuaz de Pedro.
- Ignacio Villalbazo
- Guillermo Samperio como gendarme.[2]